# Ilona Nikonovaitė
Ilona Nikonovaitė (Vilnius, 13 maggio 1975) è un'ex cestista lituana.

## Carriera
Con la Lituania ha disputato i Campionati mondiali del 2002 e i Campionati europei del 2001.